# Joel Ward (Fußballspieler)
Joel Edward Philip Ward (* 29. Oktober 1989 in Emsworth) ist ein englischer Fußballspieler. Der vielseitig einsetzbare Defensivakteur wurde beim FC Portsmouth ausgebildet, bevor er 2012 zu Crystal Palace wechselte und dort 2013 zum Stammspieler in der Premier League reifte.

## Sportlicher Werdegang
Ward begann seine Fußballerkarriere beim FC Portsmouth. Dort unterzeichnete er im Sommer 2008 seinen ersten Profivertrag, nachdem er zuvor zwei Jahre in der vereinseigenen Akademie und in der Reservemannschaft zu einem Abwehrspieler ausgebildet worden war. Erste Profierfahrungen sammelte er zunächst beim Viertligisten AFC Bournemouth, an den ihn Portsmouth für die gesamte Saison 2008/09 auslieh. Für Bournemouth gab er am 12. August 2008 in einem Ligapokalspiel sein Profidebüt, das mit einer 1:2-Heimniederlage gegen Cardiff City endete. Insgesamt absolvierte er 25 Pflichtspiele für seinen Leihklub und beim letzten Auftritt gegen den FC Morecambe schoss er am 2. Mai 2009 sein erstes Tor.
Nach der Rückkehr zum FC Portsmouth absolvierte er in einer für den Klub insgesamt turbulenten Saison 2009/10 drei Partien in der Premier League, die Portsmouth gleichsam den sportlichen Abstieg als auch ein Insolvenzverfahren einbrachten. Ward war einer der wenigen Spieler, die dem Klub beim Neuaufbau danach weiter zur Verfügung standen. In dieser Umgebung entwickelte er sich unter Trainer Steve Cotterill zum Stammspieler auf der rechten Außenverteidigerposition und verhalf der Klub zum 16. Platz in der zweiten Liga. Nach einem weiteren Jahr in Portsmouth, in dem er weiter beständig seine Leistungen abrief und gegen den Erzrivalen FC Southampton ein Tor zum 1:1 erzielte, verließ er Ende Mai 2012 den Klub in Richtung Crystal Palace, wobei vor allem die Ablösesumme in Höhe von 400.000 Pfund in Portsmouth dringend benötigt wurde.
Nach seiner Ankunft im Selhurst Park etablierte sich Ward umgehend in der neuen Umgebung und auf dem Weg zum Aufstieg in die Premier League in der Saison 2012/13 war er einer der Schlüsselspieler. Auch in der folgenden Spielzeit 2013/14 verpasste er nur vier Partien und seine Vielseitigkeit in der Abwehr zeigte er mehrfach, als ihn Trainer Tony Pulis gelegentlich als linken Verteidiger oder zentralen Mittelfeldspieler einsetzte. 2014 gewann er schließlich die vereinsinterne Wahl zum besten Jungprofi von Crystal Palace. Im Sommer 2025 wird er Crystal Palace verlassen.